# Phytomyza pimpinellae
Phytomyza pimpinellae este o specie de muște din genul Phytomyza, familia Agromyzidae, descrisă de Friedrich Georg Hendel în anul 1924.
Este endemică în Austria. Conform Catalogue of Life specia Phytomyza pimpinellae nu are subspecii cunoscute.